# Gnila
Gnila (cirill betűkkel Гнила) település Szerbiában, a Raškai körzet Tutini községében.

## Népesség
- 1948-ban 35 lakosa volt.
- 1953-ban 39 lakosa volt.
- 1961-ben 47 lakosa volt.
- 1971-ben 35 lakosa volt.
- 1981-ben 34 lakosa volt.
- 1991-ben 13 lakosa volt.
- 2002-ben 14 lakosa volt, akik mindannyian bosnyákok.